# Pseudonapomyza ustyurtica
Pseudonapomyza ustyurtica är en tvåvingeart som beskrevs av Zlobin 2002. Pseudonapomyza ustyurtica ingår i släktet Pseudonapomyza och familjen minerarflugor.
Artens utbredningsområde är Kazakstan. Inga underarter finns listade i Catalogue of Life.